# Barentsiidae
Barentsiidae – rodzina zwierząt bezkręgowych z typu kielichowatych.

## Morfologia i ekologia
Są to zwierzęta osiadłe, kolonijne. Zooidy w koloniach połączone są stolonami. Urnatella gracilis występuje w wodach słodkich wszystkich kontynentów z wyjątkiem Antarktydy. Pozostałe gatunki zasiedlają morza. Od innych przedstawicieli typu wyróżniają się stylikiem oddzielonym od kielicha niecałkowitą przegrodą łącznotkankową. Między kielichem a stylikiem występuje szyjka zawierająca aparat gwiaździsty.

## Taksonomia
W 1915 roku rodzinę Urnatellidae wprowadził Nelson Annandale. W 1952 roku Caesar Boettger umieścił wszystkie kielichowate w rzędzie Pedicellinida. W 1972 roku nowa klasyfikacja kielichowatych wprowadzona została przez Petera Emschermanna. Wyróżnił on rodzinę Barentsiidae, umieszczając ją w rzędzie Coloniales i podrzędzie Stolonata. Barentsiidae mimo bycia nazwą młodszą od Urnatellidae uznawane są za nazwę ważną z uwagi na dominujące użycie. Autorzy powątpiewający w naturalność takiego podziału rezygnują z rzędów w ogóle lub umieszczają Barentsiidae w monotypowym rzędzie Barentsiida (syn. Urnatellida). Wyniki molekularnej analizy filogenetycznej opublikowane w 2010 roku przez Judith Fuchs i innych potwierdzają monofiletyzm Coloniales i bliskie pokrewieństwo Barentsiidae i Pedicellinidae, jednak nie uwzględniają Loxokalypodidae.
Do rodziny Barentsiidae zalicza się cztery rodzaje:
- Barentsia Hincks, 1880
- Coriella Kluge, 1946
- Pedicellinopsis Hincks, 1884
- Pseudopedicellina Toriumi, 1951
- Urnatella Leidy, 1851